# 钱江 (少将)
钱江（1915年8月11日—1996年8月7日），江西吉安人，中国人民解放军将领、中国人民解放军开国少将。
曾任中国人民解放军总参谋部三部三局局长。1955年，授予中国人民解放军少将。